# 纳云德
纳云德（1968年5月—），男，傈僳族，云南武定人，中华人民共和国政治人物。曾任中共怒江傈僳族自治州委书记、云南省人民政府副省长、党组成员。现任中共海南省委常委，组织部部长，兼省委教育工委书记

## 人物经历
曾于楚雄彝族自治州、中共云南省委组织部、昭通市等地工作。2016年3月，任怒江傈僳族自治州人民政府代州长、州长。2017年8月，任中共怒江傈僳族自治州委书记。
2023年1月14日，当选为云南省人民政府副省长。2024年8月26日，调往海南，出任海南省委常委、省委组织部长。
2024年12月25日起兼任海南省委教育工委书记